# 2020年美國職棒大聯盟全明星賽
2020年美國職棒大聯盟全明星賽原本應是大聯盟歷史上第91屆全明星賽，比賽原訂於2020年7月14日在洛杉矶道奇的主場道奇體育場舉行。由於2019冠状病毒病疫情尚未趨緩，因此大聯盟在該年的7月3日宣布明星賽取消。這也是大聯盟繼1945年因二戰取消明星賽後，再一次將明星賽取消。
道奇隊主場道奇體育場原本被選為該年明星賽的主場。 在明星賽取消之後，聯盟宣布道奇將舉辦2022年的明星賽。 而2021年的明星賽一樣在亞特蘭大勇士隊的主場Truist球場舉辦。

## 背景
大聯盟主席羅伯·曼佛瑞在2018年4月11日決定讓道奇隊舉辦2020年的明星賽，並由道奇隊的傳奇播報員文·史考利擔任主持人。 2020年1月13日，休士頓太空人的總教練A·J·欣希和老闆吉姆·克蘭恩因為休士頓太空人偷取暗號醜聞而遭聯盟處以禁賽一年。1月29日，達斯蒂·貝克接任成為太空人的新任總教練，並將成為明星賽美聯隊的總教練。

## 非官方先發名單
儘管明星賽取消，大聯盟官網MLB.com依舊列出有極高可能入選全明星賽的「2020年非官方全明星球員名單」，以下是MLB.com所列出的模擬先發名單：

| 位置 | 球員            | 球隊   |
| ---- | --------------- | ------ |
| C    | J·T·瑞爾穆托    | 費城人 |
| 1B   | 弗萊迪·弗里曼   | 勇士   |
| 2B   | 多諾文·索拉諾   | 巨人   |
| 3B   | 曼尼·馬查多     | 教士   |
| SS   | 小費南多·塔提斯 | 教士   |
| OF   | 麥克·雅澤姆斯基 | 巨人   |
| OF   | 穆奇·貝茲       | 道奇   |
| OF   | 布萊斯·哈波     | 費城人 |
| DH   | 傑西·溫克爾     | 紅人   |
| SP   | 賈寇伯·迪格隆   | 大都會 |

| 位置 | 球員          | 球隊     |
| ---- | ------------- | -------- |
| C    | 佩卓·賽維里諾 | 金鶯     |
| 1B   | 盧克·沃伊特   | 洋基     |
| 2B   | 布蘭登·勞爾   | 光芒     |
| 3B   | 安東尼·倫登   | 天使     |
| SS   | 提姆·安德森   | 白襪     |
| OF   | 凱爾·路易士   | 水手     |
| OF   | 麥可·楚奧特   | 天使     |
| OF   | 亞倫·賈吉     | 洋基     |
| DH   | 尼爾森·克魯斯 | 雙城     |
| SP   | 沙恩·比柏     | 印地安人 |

## 外部連結
- 官方网站（英文）